# When Greek Meets Greek (film 1915)
When Greek Meets Greek è un cortometraggio muto del 1915 diretto da Sidney Drew.

## Produzione
Il film fu prodotto dalla Vitagraph Company of America.

## Distribuzione
Distribuito dalla General Film Company, il film - un cortometraggio in una bobina - uscì nelle sale cinematografiche statunitensi il 12 febbraio 1915. Ne venne fatta una riedizione che fu distribuita nel 1918 dalla Favorite Films.